# Achot II Bagratuni
Achot II Bagratuni (en armenio: Աշոտ Բ Բագրատունի, transl.: Ašot II Bagratuni; en griego: Ασώτιος, transl.: Asótios; fallecido en 688) fue un príncipe de la familia de los Bagrátidas y príncipe de Armenia de 685 a 688.

## Biografía
Achot es hijo de Sembat V Bagratuni, aspet y drungario.
El príncipe Gregorio I Mamiconio se sublevó en 681, aprovechando la guerra civil que desgarraba el califato omeya, pero los jázaros consiguieron acabar con él en 685. El califa Abd al-Málik le nombró príncipe, comprometiéndose entonces a expulsar a los jázaros que asolaban Armenia. Hizo construir la catedral de Amenaperkitch ('el salvador de todos los hombres') en la ciudad de Doğubayazıt (actualmente en Turquía).
Alrededor de 688, el emperador bizantino Justiniano II envió un ejército a Armenia para devolverla a la zona de influencia bizantina, pero se condujo como si estuviese en tierra conquistada. Achot levantó un ejército y lo derrotó, pero el grueso principal de su ejército se encargó de recuperar el botín, mientras Achot perseguía a los soldados derrotados y resultó gravemente herido en la escaramuza que siguió.
Tenía un hijo, también llamado Sembat, que fue najarar de 703 a 705.